# Hrabstwo Carter (Montana)
Hrabstwo Carter (ang. Carter County) – hrabstwo w stanie Montana w Stanach Zjednoczonych. Według szacunków United States Census Bureau w roku 2023 miało 1418 mieszkańców. Z gęstością zaludnienia 0,164 os./km², jest trzecim najsłabiej zaludnionym hrabstwem Montany i należy do 30. najsłabiej zaludnionych hrabstw USA. Siedzibą hrabstwa jest Ekalaka.

## Miasta
- Alzada (CDP)
- Ekalaka

## Sąsiednie hrabstwa
- Hrabstwo Powder River – zachód
- Hrabstwo Custer – północny zachód
- Hrabstwo Fallon – północ
- Hrabstwo Harding, Dakota Południowa – wschód
- Hrabstwo Butte, Dakota Południowa – południowy wschód
- Hrabstwo Crook, Wyoming – południe

## Demografia
Według danych z 2022 roku, 93,2% mieszkańców deklaruje pochodzenie białe nielatynoskie. Do największych grup należą osoby pochodzenia niemieckiego (29,4%), angielskiego (14,1%), norweskiego (12,6%) i irlandzkiego (11%).